# Australisk klumpfisk
Australisk klumpfisk (Mola ramsayi) är en fiskart som först beskrevs av Enrico Hillyer Giglioli 1883. Australisk klumpfisk ingår i släktet Mola och familjen klumpfiskar. Inga underarter finns listade.